# XYY-syndroom
Het XYY-syndroom of syndroom van Jacobs is het geheel aan kenmerken dat ontstaat ten gevolge van een trisomie van het 23e chromosomenpaar, een chromosomale variatie of aneuploïdie waarbij er naast de normaal aanwezige X-chromosoom en Y-chromosoom een extra Y-chromosoom aanwezig is, het 47,XYY-karyotype. Personen met het XYY-syndroom zijn steeds mannelijk.
Van alle variaties van geslachtschromosomen heeft deze de meeste aandacht gekregen. Oorzaak hiervan was een naar later bleek foutieve suggestie van Patricia Jacobs in 1965 dat het karyotype tot verhoogde agressiviteit leidde. Nadat deze vermeende genetische associatie tot de nodige controverse leidde, verweten wetenschappers uit het veld de media sensationalisme waardoor dit beeld zou hebben kunnen ontstaan. De wetenschappers zelf speelden hierbij echter een vergelijkbare rol.:140-141 De suggestie van een crimineel chromosoom betekende namelijk een enorme stimulans voor onderzoek in dit tot dan toe slaperige vakgebied, zodat in de jaren 1960 82% van het onderzoek naar het Y-chromosoom betrekking had op het 47,XYY-karyotype. Het maakte het Y-chromosoom ook het onterechte symbool van mannelijkheid, zoals testosteron dat onterecht was geworden bij de hormonen.:84-85:68-69 De bewering dat XYY-mannen agressiever zijn, is wel vergeleken met het hereditarisme of genetisch determinisme van Arthur Jensen die in 1969 stelde dat de gemiddelde achterblijvende prestaties van Afro-Amerikanen op school een genetische oorzaak had.:124 Beide affaires gaven gedragsgenetica een slechte naam.
Daniel Navon gebruikt het karyotype uitgebreid bij zijn onderbouwing dat genetisering of genoomaanduiding bij sommige genetische en chromosomale variaties wel en bij andere niet leidt tot andere indelingen en zo nieuwe soorten mensen:
Genomic designation is the delineation and diagnosis of medical conditions strictly according to observations of abnormal genomes, be it whole chromosome duplications, tiny point mutations, or anything in between.:29
Een succesvolle genoomaanduiding kan bijdragen aan behandeling, identiteitsvorming en sociale mobilisatie van mensen met die variatie. Navon sluit daarbij aan bij het looping effect van filosoof Ian Hacking. Dit effect betekent dat mensen niet alleen op een nieuwe manier gecategoriseerd worden, maar dat die categorisatie weer van invloed is op die mensen.
Niet elke genoomaanduiding slaagt er echter in om buiten het vakgebied bekend te worden en ook niet in elk geval ging dit gepaard met een gestructureerd proces om tot de juiste fenotypische eigenschappen te komen. In het geval van XYY ging het in eerste instantie mis door de criminalisering van het extra chromosoom. Van grote invloed kan de prenatale diagnostiek zijn als deze meer zwangerschapsafbrekingen tot gevolg hebben en daarmee een afname van het aantal mensen met een variatie.:303-311

## Vaak voorkomende kenmerken
Vlak na de geboorte is er bijna nooit iets afwijkends te zien of te merken aan een kind met XYY-syndroom. In de jaren daarna zijn er wel kenmerken, maar deze zijn zo algemeen, dat er vaak geen reden is om verder onderzoek te doen. Hierdoor bestaan er veel jongens met het syndroom die het nooit zullen weten. Als het ontdekt wordt, dan is dat vaak bij toeval. Als er wel kenmerken zijn, dan is onder meer gevonden:
- een lange gestalte, beginnend van een jaar of zes, door het homeobox-gen met kleine gestalte (SHOX-gen) in de pseudoautosomale regio van het extra Y-chromosoom
- zwaarlijvigheid, vooral buikvet
- macrocefalie, een groter hoofd
- macroorchidisme, vergrote teelballen
- veelal normaal niveau van bij de testiculaire functie betrokken biomarkers als anti-Müller-hormoon en inhibine B. In enkele gevallen is er sprake van een lage inhibine B, wat in de puberteit zou samenhangen met het aantal sertolicellen en de spermatogenese. Een verlaagde inhibine B en verhoogde follikelstimulerend hormoon (FSH) is ook te zien bij het sertoli-cell-only-syndroom, wat een verminderde vruchtbaarheid tot gevolg heeft, al is hier nog veel onbekend
- hypotonie, een verminderde spanning van spieren
- clinodactylie, een zijwaartse verkromming van de vingers
- hypertelorisme, wijd uit elkaar staande ogen
- een milde tremor, een voortdurende schudbeweging van een of meer lichaamsdelen
- verhoogde kans op aanvallen, astma, atopie en gebitsproblemen
- normaal intelligentiequotiënt als er sprake was van een prenatale diagnose, wat lager bij postnatale diagnose
- moeilijkheden met spraak en taal, motoriek en opleiding[8]
- een verhoogde kans op een autismespectrumstoornis, vooral bij postnatale diagnose. Bij tot een derde van de XYY-kinderen is dit vastgesteld tegenover 1% in de algemene bevolking. Mogelijk hangt dit samen met het neuroligin NLGN4Y op het Y-chromosoom.
- normale testosteronspiegels
- zo'n 50% ADHD tegenover 16% in de algemene bevolking

Deze bevindingen hebben als beperking dat de diagnose veelal pas wordt gesteld nadat er een bepaalde problematiek is vastgesteld, waardoor deze problematiek oververtegenwoordigd zal zijn. Veel XYY-mannen zullen nooit weten dat zij dit zijn en ook niet als dusdanig onderzocht worden.
Bij specifieke testen wordt gevonden:
- een wat lagere general conceptual ability-score (GCA) op de differential ability scales, een maat voor verbaal, ruimtelijk en non-verbaal redeneren
- niet ver afwijkend, maar wel hogere (minder goede) scores op de child behavior checklist (CBCL), onder meer voor externaliserend gedrag als aandachtsproblemen en agressief gedrag en internaliserend gedrag als teruggetrokken en denkproblemen
- niet ver afwijkend, maar wel hogere (minder goede) scores op de Conners' parent rating scale–revised-long version (CPRS-R), vergelijkbaar met de resultaten van de CBCL. Vergeleken met DSM-IV was er een verhoogde onoplettendheid en hyperactiviteit/ impulsiviteit, een samenhang met ADHD
- op de social communication questionnaire (SCQ) waarmee wordt getest op een autismespectrumstoornis (ASS) scoren XYY-kinderen bovengemiddeld
- de children's depression inventory en revised child's manifest anxiety scale laten geen verhoogde kans op respectievelijk depressie en bezorgdheid zien

## Behandeling
Meestal dienen jongens met een XYY-syndroom enkel aandachtiger gevolgd en gestimuleerd te worden voor hun ontwikkelingssnelheid en hun schoolprestaties en hun gedrag.   
Mannen met het XYY-syndroom zijn normaal vruchtbaar. 

## Oorzaken
47,XYY wordt veroorzaakt door een non-disjunctie bij de meiose, maar de oorzaak hiervan is nog niet bekend.

## Incidentie
1 op 1000 mannen.

## Onderzoeksgeschiedenis
Vanaf het onderzoek door Theophilus Painter in 1921 tot 1955 werd gedacht dat mensen 48 chromosomen hadden. Het jaar daarop publiceerden cytogenetici Joe Hin Tjio en Albert Levan hun bevindingen die aantoonden dat het 46 chromosomen betrof.:77, 247
Onderzoek naar de effecten van een nucleaire fall-out hadden het slaperige vakgebied van cytogenetica leven ingeblazen en zo werden in 1959 het syndroom van Klinefelter (47,XXY), het syndroom van Turner (45,X), het triple X-syndroom (47,XXX) en het syndroom van Down (47,XX,+21 en 47,XY,+21) ontdekt en in 1960 het XXYY-syndroom (48,XXYY). In 1961 werd bij toeval door Avery Sandberg en zijn collega's ook 47,XYY ontdekt.

### Mythevorming
Grote bekendheid kreeg het XYY-syndroom echter pas door een publicatie van Patricia Jacobs. Zij had in 1959 het syndroom van Klinefelter ontdekt en publiceerde in 1965 een studie waarin het XYY-syndroom in verband werd gebracht met een verhoogde agressiviteit, aangezien er in het State Hospital, het psychiatrisch ziekenhuis in Carstairs in Schotland waar zij onderzoek deed, een bovengemiddeld aantal mensen waren met het XYY-syndroom, 7 van de 197, 3,5%. Het verband met agressiviteit sprak tot de verbeelding en leidde tot een golf van onderzoek. De twaalf gevallen die tussen 1961 en 1965 ontdekt werden, waren toevalstreffers en hadden geen criminele achtergrond. De vijftien jaar daarna zou het onderzoek zich echter vooral op criminelen richten.
Onderzoek in 1966 in de drie andere beveiligde psychiatrisch ziekenhuizen in het Verenigd Koninkrijk – Rampton Secure, Moss Side en Broadmoor – bij lange patiënten leek het beeld van Jacobs te bevestigen.
In 1967 kwamen William H. Price en Peter Whatmore op basis van de uiteindelijk XYY-mannen die in State Hospital werden gevonden tot de conclusie dat omgevingsinvloeden verwaarloosbaar waren bij hun criminele verleden en dat dit volledig aan het extra Y-chromosoom te wijten was. Wel gaven zij aan dat dit mogelijk niet gold voor de XYY-populatie buiten inrichtingen.:536
In de Verenigde Staten kreeg het syndroom bekendheid door Mary Telfer die onderzoek deed in penitentiaire instellingen. Zij kwam tot de – waarschijnlijk foutieve – conclusie dat acne een symptoom van het syndroom was. Het grote publiek raakte bekend met het syndroom door een serie artikelen van The New York Times, in april 1968 zelfs op de voorpagina waar de moord door de Fransman Daniel Hugon – voormalige staljongen van Jean Gabin en van Aga Khan IV – aandacht trok door het beroep bij zijn verdediging op het extra Y-chromosoom. Willam Michael Court Brown – een autoriteit op het gebied van stralingsbiologie – was in 1962 de eerste die stelde dat er bij  personen met een chromosomale variatie sprake zou kunnen zijn van verminderde toerekeningsvatbaarheid. Op basis van Telfer suggereerde de krant dat ook seriemoordenaar Richard Speck het hebben van een extra Y-chromosoom aan zou kunnen wenden bij zijn verdediging. De Australiër Lawrence Hannell zou inderdaad zijn vrijgesproken omdat hij een extra Y-chromosoom had. Voor Hugon was het beroep tevergeefs. Het bracht de krant op de rand van de criminalisering van het extra chromosoom:
The evidence today may neither clinch the validity of the syndrome nor convict all the world's estimated five million XYY's of innate aggression or criminal tendencies. There does, however, seem good reason to keep an eye on it—and them.
Telfer was een belangrijke bron voor de krant en in Think speculeerde zij incorrect dat Speck, die zware acnelittekens had, ook een XYY-man was en door het extra Y-chromosoom supermannelijk was. Het Y-chromosoom kreeg dan ook alle eigenschappen toebedeeld die als mannelijk gezien werden, zoals door Lissy Jarvik:
[...] the Y chromosome is the male-determining chromosome; therefore, it should come as no surprise that an extra Y chromosome can produce an individual with heightened masculinity, evinced by characteristics such as unusual tallness, increased fertility (although most XYYs do not have children, some have produced as many as 10)11, and powerful aggressive tendencies.:679-680
Hoewel al snel bleek dat het een misverstand was en dat Speck niet over een extra chromosoom beschikte, werd dit pas in 1972 gepubliceerd in een wetenschappelijk tijdschrift, maar bereikte het nooit het grote publiek.
Het sprak zo tot de verbeelding dat Kenneth Royce in 1970 The XYY Man publiceerde dat in 1976 ook een tv-serie werd en in de horrorfilm Il gatto a nove code van Dario Argento uit 1971 wordt gesuggereerd dat testen op het XYY-syndroom ingezet kan worden bij misdaadpreventie. Nog in 1992 speelde Alien³ zich af op een gevangenisplaneet waar mensen met het XYY-syndroom worden vastgehouden vanwege hun criminele karakter. Er werd zelfs een foto van Speck gebruikt in een gerenommeerd Amerikaans studieboek voor psychiatrie. Een biologieboek voor highschool noemde XYY-kinderen zeer agressief.
Jacobs zelf had in 1968 in een brief met Court Brown aan de British Medical Journal al aangegeven niet helemaal gelukkig te zijn met de richting die het onderwerp genomen had. De titel van haar werk, Aggressive behavior, mental sub-normality and the XYY male, had echter bijgedragen aan die tendentieuze richting, net als de titel en de conclusie van het artikel van Court Brown twee jaar later, Genetics and Crime.:150 Jeremy Green zag de criminele verwijzingen in de titels echter als een mogelijk bewuste poging om het onbekende vak van cytogenetica enige bekendheid te geven. Aansluiting bij de antropologische criminologie van Cesare Lombroso waarmee het publiek bekend was, moest de acceptatie mogelijk stimuleren.:155-156 De vervuiling van het idee was hier dus niet het gevolg van de popularisering.:158 In de brief gingen Jacobs en Court Brown er ook nog steeds van uit dat er een werkelijk verband was en bij gebrek aan kennis over de frequentieverdeling van XYY in de gehele bevolking, pleitten zij dan ook voor een breed onderzoek onder pasgeborenen.:74 Court Brown vond ook dat psychiaters en criminologen te veel de nadruk legden op de omgevingsinvloeden.:397 Court Brown gaf niet veel later zelf al aan dat er met het onderzoek in de inrichtingen sprake was van een selectiebias en pleitte daarom voor een bevolkingsonderzoek onder pasgeborenen.

### XYY-congres en NIMH-onderzoeken
De gevolgen waren echter groter dan die stigmatisering alleen. In juni 1969 werd een XYY-congres georganiseerd door het National Institute of Mental Health (NIMH). Tijdens het congres werden er niet alleen zorgen geuit over de selectiebias, maar ook over het ontbrekende genetische mechanisme.:33 Gezien alle onbekendheden werd afgesloten met de waarschuwing tegen zowel genetisch als sociaal determinisme, maar vooral dat er zolang geen sociale oordelen geveld kunnen worden op basis van chromosomale samenstelling:
It would be highly questionable logic and poor science, in our present state of knowledge, to assume either that this particular interaction of genotype and highly variable external influences constitutes a preordained, inflexible and irremediable hereditary determinant of a particular behavioral pattern or, that the XYY genotype does not constitute a factor contributing to particular patterns of behavior. A pervasive note struck throughout the Conference was the need for more knowledge obtained through extensive and meticulous research. Until more precise knowledge is available, social judgments about the XYY individual based on his chromosomal constitution are unjustified.:34
Ondanks die waarschuwingen veroorzaakten twee door de NIMH gefiancieerde studies daarna zoveel controverse dat het verband tussen criminaliteit en XYY daarna nauwelijks nog serieus werd genomen. Digamber Borgaonkar van het Johns Hopkins Hospital begon onder jongeren – voornamelijk Afro-Amerikanen – in instellingen in Maryland een chromosomenonderzoek. De ouders werden niet op de hoogte gesteld, maar de gegevens zouden wel gedeeld worden met jeugdinrichtingen. Het onderzoek werd dan ook stilgelegd na een rechtszaak in februari 1970 door de American Civil Liberties Union vanwege het ontbreken van geïnformeerde toestemming. In mei 1970 werd het onderzoek weer voortgezet met minimale informatie richting de ouders.
Stanley Walzer en Park Gerald begonnen het tweede grote NIMH-onderzoek in het Children's Hospital Boston en het Boston Lying-In Hospital. Ook dit kreeg te maken met klachten over onder meer het ontbreken van geïnformeerde toestemming, waarna het werd stilgelegd. Het rapport hierover versterkte het verband dat werd gelegd tussen het extra Y-chromosoom en sociopathie.:84:79-80
Ook vanuit het Johns Hopkins Hospital experimenteerde John Money met het anti-androgeen medroxyprogesteronacetaat bij dertien antisociale proefpersonen met 47,XYY en tien zedendelinquenten met 46,XY. Bij de eerste groep waren er geen effecten waarneembaar, bij tweede groep was dit er deels.
In de staten Maryland en Massachusetts deden jeugdinrichtingen chromosoomonderzoek en in het Patuxent Institution in Maryland kregen gevangenen zelfs vrouwelijke hormonen. Bentley Glass, de voormalige voorzitter van de American Association for the Advancement of Science, pleitte zelfs voor preventieve abortus bij XYY-kinderen.

### Kritiek op mythevorming
Hoewel er in deze periode onder genetici een toenemende tendens was om agressie te beschouwen als een hersenafwijking met een genetische basis, hadden zij geen criminologische ervaring. Vanuit de criminologie en psychiatrie werden vooral zaken als geestelijke gezondheid, jeugd, sociale klasse en familie als oorzaken beschouwd en vanuit hier kwam dan ook al snel kritiek op het ontbreken van deze factoren in het onderzoek van de genetici.
Ook het stigmatiserende karakter van het onderzoek kreeg al snel de nodige kritiek. Tijdens de jaarlijkse zomercursus van Victor McKusick, de March of Dimes en het Jackson Laboratory in Bar Harbor vroeg Richard Lewontin zich af waarom iemand die bij onderzoek een XYY-man was gebleken dat verteld zou moeten worden:
Do I do him or the world any good if I tell him? Should I hide the fact? Do I increase the probability of his anti-social acts by telling him.
In 1984 keerde Lewontin zich met Steven Rose en Leon Kamin sterk tegen biologische determinisme. Dit determinisme ging uit van het dan heersende vooroordeel binnen onder meer de biologische antropologie dat de geslachtsrollen waren bepaald door een culturele evolutie met de man als jager en de vrouw als verzamelaar. Boeken als The Naked Ape (1967) van Desmond Morris, The Imperial Animal (1971) van Lionel Tiger en The Whisperings Within (1979) van David Barash droegen dit beeld uit en vormden de basis van sociobiologie. Het beeld dat de man oorlogszuchtig en agressief was, moest een verklaring zijn waarom zij op bepaalde vlakken domineerden. Lewontin, Rose en Kamin stelden dat dit beeld ideologisch goed uitkwam voor diegenen die de seksuele arbeidsdeling en genderongelijkheid wilden goedpraten.
Ook stuitte het onderzoek van Walzer en Gerald niet alleen vanwege het het ontbreken van geïnformeerde toestemming op bezwaar. Psychiater Herbert Schreier van het Children's Hospital attendeerde geneticus Jon Beckwith van de Harvard Medical School op het volgens hem onethische karakter van het onderzoek. Beckwith wist genoeg van eugenetica om de daarbij horende pseudowetenschappelijke argumentatie te herkennen en zag dat ook terug in dit onderzoek. Allereerst was er het gevaar dat ondeugdelijk onderzoek als basis zou dienen van sociaal beleid, zoals al gesuggereerd door onder meer Glass. Daarnaast zouden XYY-kinderen door het heersende stigma door het pygmalion-effect, een vorm van de selffulfilling prophecy waardoor zij juist eerder crimineel gedrag kunnen gaan vertonen. Daarbij kwam dat aanvullend onderzoek tot andere conclusies kwam. Zo was er geen onderzoek gedaan naar het voorkomen van XYY onder de algemene bevolking, maar alleen in penitentiaire inrichtingen. Het gevonden statistische verband betekende echter niet automatisch een causaal verband (cum hoc ergo propter hoc), maar kon ook een gemeenschappelijk verband zijn. Zo bestond de populatie in de inrichtingen vooral uit mensen met een lagere sociaal-economische status, wat bij kon dragen aan zowel meer criminaliteit als aan malnutritie, wat eventueel een oorzaak kon zijn voor de non-disjunctie. Naar het effect van die status was echter geen onderzoek gedaan. Verder was er bij de toevallige ontdekkingen buiten inrichtingen slechts zelden sprake van de vermeende kenmerken van het syndroom. Eventueel onderzoek zou mogelijk tot geheel andere kenmerken komen. Aangezien antisociaal gedrag in de onderzoeken niet of slecht gedefinieerd was, zou het gedrag buiten de inrichtingen zelfs als buitengewoon sociaal productief beschouwd kunnen worden. Het gedrag leek in enkele onderzoeken ook niet zozeer agressief, als wel impulsief. De conclusie dat de mannen zeer agressief waren, leek dan ook eerder gebaseerd op een vooroordeel of attributiefout over verhoogde agressiviteit bij mannen en het vermeende mannelijker makende extra Y-chromosoom. Ook zou de grotere lichaamslengte, acne en mogelijke andere kenmerken reacties vanuit de samenleving hebben gestimuleerd waar XYY-mannen weer op reageerden, waarna zij vervolgens als antisociaal werden bestempeld. Het zou dan eerder de maatschappij zijn die zich opener op zou moeten stellen.
| Locatie          | Aantal jongens | Aantal XYY | Prevalentie                                                      |
| ---------------- | -------------- | ---------- | ---------------------------------------------------------------- |
| London (Ontario) | 1066           | 4          | 1 op 267                                                         |
| Boston           | 1931           | 0          | Hier werden alleen kinderen zonder fenotypische variaties getest |
| New Haven        | 2184           | 3          | 1 op 728                                                         |
| Pittsburgh       | 1023           | 3          | 1 op 341                                                         |
| Edinburgh        | 3496           | 5          | 1 op 699                                                         |
| Totaal           | 9700           | 15         | 1 op 647                                                         |
| Zonder Boston    | 7769           | 15         | 1 op 518                                                         |

Hoewel er enerzijds steeds meer aandacht in de pers en in onderzoek naar het onderwerp ging, ontstond er anderzijds ook voorzichtige twijfel aan de houdbaarheid van de aannames, mede door ondertussen gehouden bevolkingsonderzoeken. Fred Sergovich vond in 1969 bij van de 1066 succesvolle mannelijke kweken viermaal XYY, 1 op 267, veel meer dan de eerder gedachte 1 op 2000. Hij drong erop aan voorzichtig te zijn met de interpretatie dat XYY specifiek geassocieerd is met crimineel gedrag en in het bijzonder met de medisch-juridische geldigheid van deze argumenten. Sergovich stelde later dat hoewel het gedrag mogelijk beïnvloed werd, er te veel variatie was om daar conclusies aan te verbinden. Shah concludeerde uit het werk van Sergovich en enkele andere studies dat de prevalentie rond de 1 op 518 lag.:10 Ook hij zette zijn vraagtekens bij de selectiebias van het onderzoek naar lange mannen in inrichtingen:
[...] if one studies the frequency of XYY anomalies among tall males detained in institutions because of mental illness, criminal or violent behavior, then quite obviously all that would be determined would be the prevalence of that anomaly among tall mentally ill, criminal or violent institutionalized males.:20
Volgens de American Psychiatric Association dat jaar waren er steeds meer aanwijzingen dat veel XYY-mannen gezagsgetrouwe burgers waren en ten onrechte gestigmatiseerd.:75-76
Beckwith en zijn bezorgde collega's boekten via de interne commissies van Harvard aanvankelijk te weinig succes en mobiliseerden daarop met succes het grote publiek via Science for the People. 
Het werk van Herman Witkin en zijn collega's maakte duidelijk dat het verband tussen agressie en een extra Y-chromosoom er niet was. Onderzoek onder duizenden Deense mannen lieten voor zowel 47,XYY als 47,XXY licht verhoogde misdaadcijfers zien, maar geen verhoogde agressie. Gecorrigeerd voor sociale factoren bleken zowel XXY als XYY niet significant meer betrokken te zijn bij misdaad. Bij beide aneuploïdieën was wel mogelijk sprake van een lagere intelligentie. Er zou dan ook sprake kunnen zijn van een hogere pakkans en niet van een hogere pleegkans.
| 1. Te kleine steekproefgrootte gezien het lage percentage XYY-personen van rond de 1 op 1000 mannen, waardoor een enkele fout-positieve uitslag een zeer sterke invloed zou hebben op de schatting van de prevalentie van XYY in gevangenissen 2. Selectiebias doordat onderzoek werd gedaan in inrichtingen bij mannen die al als crimineel of agressief werden beschouwd 3. Geen dubbelblind onderzoek, maar specifiek onderzoek naar XYY's en agressie 4. Slecht of niet gedefinieerd fenotype van agressie, nauwelijks op basis van gedrag, maar vooral op basis van gevangenschap 5. Veronachtzaming van omgevingsvariabelen door invloed van familie, sociale klasse en medische achtergrond niet mee te nemen 6. Geen plausibel werkingsmechanisme en daarmee ook geen experimentele bevestiging daarvan. Er werden geen moleculaire evolutionaire mechanismes voorgesteld over hoe een extra Y-chromosoom tot het specifieke gedragsfenotypische gevolg van criminele agressie zou kunnen komen of andere suggestie om dit vermeende causale verband te verklaren en testen |

Hoewel zij betrokken waren bij het NIMH-onderzoek, waren Shah en Borgaonkar kritisch op het onderzoek van Lissy Jarvik, vooral omdat deze na decennia van de nature-nurture-controverse nog steeds een either/or-benadering had en het als een simplistische dichotomie benaderde. Daarmee zou zij voorbij gaan aan de complexe interactie tussen genotype en omgeving in de bepaling van het fenotype. Daarnaast zou zij verschillende soorten data door elkaar hebben gebruikt, waardoor verkeerde conclusies getrokken werden.
 Ook bleek dat hooguit 1% van de XYY-mannen in een penitentiaire inrichting terecht zou komen.
Money vond in een kleine studie met 15 XYY-personen dat zij allemaal gestigmatiseerd waren op basis van uiterlijk of gedrag, maar dat sociale klasse van invloed was of zij in een inrichting terecht kwamen. Hoe lager de klasse, hoe hoger de kans.
Ook nu volgde de pers de wetenschap en was er een kritischere benadering te lezen over de simplistische benadering dat er een enkele relatie zou zijn tussen een chromosoom en een complex probleem als criminaliteit. In The New York Times werd de vergelijking gemaakt met de eerdere pogingen van Lombroso op basis van uiterlijke kenmerken.
In 1981 verscheen The Mismeasure of Man van Stephen Jay Gould, een invloedrijke kritiek op de statistische methodiek en culturele motivatie van het biologisch determinisme, dat als uitgangspunt zou hebben dat de sociale en economische verschillen tussen rassen, klassen en geslachten voortkomen uit erfelijke verschillen. Hij zag het biologisch determinisme hooguit subtieler worden, van het schedelmeten naar de genen, en stelde dat het verband met agressiviteit niet meer omvatte dan het simplistische idee dat mannen een Y-chromosoom bezitten en agressiever zijn dan vrouwen, zodat twee Y-chromosomen tweemaal zoveel problemen zouden geven. Hij pleitte er dan ook voor sociale misstanden beter aan te pakken.:143
Na 1981 nam het aantal XYY-publicaties sterk af.

### Syndroom?
Walzer, Gerald en Shah zagen weliswaar een oververtegenwoordiging van XYY in inrichtingen, maar aangezien de data veelal bestond uit niet-probabilistische steekproeven waarbij vaak al op onder meer op zaken als lichaamslengte was geselecteerd, konden zij hier geen conclusies aan verbinden. Verder zagen zij dat de fenotypische variatie bij XYY-mannen dusdanig groot was, dat er eigenlijk niet van een syndroom gesproken kon worden.:568

### Uit de aandacht
In de jaren 1970 was prenatale diagnostiek al ingeburgerd om autosome trisomieën als het syndroom van Patau (trisomie 13), syndroom van Edwards (trisomie 18) en syndroom van Down (trisonomie 21) vast te stellen om eventueel zwangerschappen af te breken met een grote kans op sterfte tijdens of net na de zwangerschap of vanwege een ernstige verstandelijke beperking. Bij geslachtschromosomen hebben trisomieën veelal veel minder ernstige gevolgen, maar ook hier werd wel overgegaan tot zwangerschapsafbreking, mede door het verband dat werd gelegd met criminaliteit. Deze discussies over wanneer zwangerschapsafbreking geoorloofd zou zijn, hadden overeenkomsten met de frenologie en eugenetica en dat was een van de oorzaken dat de weerstand tegen het XYY-onderzoek groeide. Dit was weliswaar terecht waar het verband met criminaliteit werd gelegd, maar het onderzoek van Walzer, Park, Borgaonkar en Shah keerde zich daar juist tegen en richtte zich op het verbeteren van het welzijn van XYY-kinderen. Dat werd ook beaamd door Alice Franzke, een moeder die het betreurde dat de XYY-diagnose bij haar zoon pas na 16 jaar en vele verkeerde diagnoses en behandelingen werd gesteld:
In the Johns Hopkins XYY program, he has for the first time received informed and intelligent treatment for his condition. If we had known at an early age that he had the XYY genetic make-up we could have provided more adequate help for him instead of traveling through mazes of misdiagnoses and mistreatment for 16 years.
Het niet-weten speelde daarbij ook een frustrerende rol en een diagnose kan dan helpen bij het vinden van een gemeenschap van gelijkgestemden. Andere onderzoekers stelden echter dat veel XYY-mannen geen ontwikkelingsachterstand hebben en er geen bekende zinvolle behandeling zou zijn. Het bleef dan ook een moeilijke afweging tussen het vermijden van stimatisering enerzijds en het bespoedigen van de diagnostische odyssee anderzijds.
De controverse betrof vooral het onderzoek naar het verband tussen XYY en criminaliteit en dit nam dan ook rap af, maar ook het bevolkingsbrede onderzoek leed hieronder, deels door de controverse, maar ook omdat het zonder het verband met criminaliteit minder interesse trok.:85-90 In de medische praktijk bleef XYY echter een grond voor abortus en werd ook veelvuldig uitgevoerd. Hoewel niet zo vaak als bij de veel ernstigere autosomale trisomieën, vond een studie uit 2006 dat meer dan de helft van de zwangerschappen afgebroken werd als 47,XYY was vastgesteld.
Het loslaten van de fixatie op banale zaken als criminaliteit liet echter wel toe dat gaandeweg genetisch onderzoek weer acceptabel werd, zeker omdat genetisering ook voordelen heeft, zoals Michael Rutter dat zag bij het genetisch onderzoek naar autisme, dat had geleid tot een afname van de stigmatisering, een betere beschrijving van het fenotype en een beter begrip van de neurologische processen en daarmee behandeling. Belangrijk daarbij is dat niet de wetenschappelijke vooruitgang, maar steun voor patiënten en ouders centraal staat, onder meer met steungroepen.
Toch blijft het risico van stigmatisering bestaan, zoals bleek met het MAO-A-gen dat de naam krijger-gen kreeg, omdat het in verhoogde mate was aangetroffen bij criminelen.
Ook bleef het Y-chromosoom het imago houden dat het de mannelijkheid zou bepalen.